# Macaé Oilers
O Macaé Oilers, é um time de futebol americano de Macaé no Rio de Janeiro fundado em 2013 pelos primos Arthur Haiidamus e Gabriel Lázaro. A ideia se desenvolveu a partir de uma diversão entre amigos que logo tomou proporções sérias. Na virada de 2013 para 2014, o time passa a ter seu primeiro presidente oficial, Nivaldo Valadão, e seu primeiro técnico, Patrick "P.A.T" Ribeiro, nascido e criado no Texas, EUA.
No seu primeiro estadual, em 2014, termina na segunda colocação.
Em 2015, ao vencer o Falcons em Volta Redonda, sagra-se campeão fluminense.
Ao migrar para full pads, o time vence o Teresópolis Rockers para terminar no lugar mais alto do estado do Rio em 2016.

## Títulos
| Estaduais      | Estaduais       | Estaduais | Estaduais |
|                | Competição      | Títulos   | Temporada |
| Rio de Janeiro | Liga Fluminense | 1         | 2016      |
| Rio de Janeiro | LiFFA No Pads   | 1         | 2015      |
| -------------- | --------------- | --------- | --------- |